# هاب داي
هاب داي هو لاعب هوكي الجليد كندي، ولد في 1 يونيو 1901 في أوين ساوند في كندا، وتوفي في 17 فبراير 1990 في سانت توماس في كندا.

## وصلات خارجية
- هاب داي على موقع دوري الهوكي الوطني (الإنجليزية)
- هاب داي على موقع EliteProspects.com (الإنجليزية)
- هاب داي على موقع HockeyDB.com (الإنجليزية)
- هاب داي على موقع Hockey-Reference.com (الإنجليزية)